# NGC 4397
NGC 4397 é um sistema estelar triplo na direção da constelação de Coma Berenices. O objeto foi descoberto pelo astrônomo Wilhelm Tempel em 1877, usando um telescópio refrator com abertura de 11 polegadas. 